# Stefan Sauk
Stefan Sauk, ursprungligen Wernström, född 6 juni 1955 i Katarina församling i Stockholm, är en svensk skådespelare.

## Biografi
Stefan Sauk fick sitt genombrott i "Tillfälligt avbrott" som var ett inslag i satirprogrammet Lorry i början av 1990-talet, där hans ofta återkommande uttryck "Det är mycket nu..." och rollfiguren Doktor Dengroth med uttalandet "Jag är skeptisk" blev bevingade. Han har även spelat Carl Hamilton i filmen Vendetta och TV-filmen Tribunal. Han vann Guldmasken som "Bästa manliga musikalartist" 1998 för sin insats i Miss Saigon på Göta Lejon. Sauk sågs 2006 tillsammans med Kjell Bergqvist i föreställningen I huvudet på Bergqvist & Sauk. 2010 deltog han som tävlande i Let's Dance där han slutade på en femte plats.
År 2009 engagerade sig Sauk i IPRED- och fildelningsdebatten där han i en debatt med Christian Engström likställde fildelning med stöld.
År 2016 var han med i SVT-programmet Stjärnorna på slottet. Där berättade han bland annat om sin svåra uppväxt med bråkande föräldrar och en självmordsbenägen mor, något som påverkat hans liv.
Sauk är en av Sveriges mest anlitade inläsare av ljudböcker. Han har sedan slutet av 1990-talet läst in mer än 200 böcker.

## Komplett filmografi
| År        | Titel                                                 | Roll                                | Not                     |
| --------- | ----------------------------------------------------- | ----------------------------------- | ----------------------- |
| 1984      | Taxibilder                                            | Putte                               | Miniserie               |
| 1986      | Som ni vill ha det                                    | -                                   | TV-film                 |
| 1986      | Sammansvärjningen                                     | Greve Ribbing                       | Miniserie               |
| 1986      | I lagens namn                                         | Roger Häll                          |                         |
| 1987      | Hip hip hurra!                                        | Hugo Alfvén                         |                         |
| 1988      | Fyra dagar som skakade Sverige – Midsommarkrisen 1941 | Signalspanaren                      | Dramadokumentär         |
| 1984-1988 | Träpatronerna                                         | Leonard Ulander                     | TV-serie                |
| 1988      | Strul                                                 | Brinke                              |                         |
| 1988      | Friends                                               | Rock                                |                         |
| 1989      | Kronvittnet                                           | Robert                              |                         |
| 1989      | Tre kärlekar                                          | Flygofficer Osborn                  | TV-serie                |
| 1990      | Raoul Wallenberg - fånge i Sovjet                     | Bisittare / Åklagaren               | Miniserie               |
| 1990      | Den svarta cirkeln                                    | Johan Nordenskiöld                  | Miniserie               |
| 1990      | Bobby Fischer bor i Pasadena                          | Tomas                               | TV-film                 |
| 1991      | PTV - Penetrerings-TV                                 | -                                   | TV-serie                |
| 1993      | Härifrån till Kim                                     | Taxichaufför                        |                         |
| 1993      | Den gråtande ministern                                | Lars-Erik Norden                    | Miniserie               |
| 1993      | Rosenbaum                                             | Martin Hansson                      | TV-serie                |
| 1993      | Hedda Gabler                                          | Eilert Lövborg                      | TV-film                 |
| 1994      | Yrrol - En kolossalt genomtänkt film                  | Cancer / Dinkelspiel / Dr. Dengroth |                         |
| 1995      | Vendetta                                              | Carl Hamilton                       |                         |
| 1995      | 30:e november                                         | Poliskonstapel                      |                         |
| 1989-1995 | Lorry                                                 | Flera roller                        | TV-serie                |
| 1995      | Tribunal                                              | Carl Hamilton                       | TV-film                 |
| 1996      | Skuggornas hus                                        | Henrik                              | Miniserie               |
| 1996      | En uppgörelse i den undre världen                     | Rolf                                | Kortfilm                |
| 1997      | Ön i fågelgatan                                       | Brigadeführer Goelher               |                         |
| 1997      | Chock                                                 | Zac                                 |                         |
| 1999      | Fatimas tredje hemlighet                              | Patient                             | Kortfilm                |
| 1998      | Prinsen av Egypten                                    | Ramses                              | Röstroll, animerad film |
| 1999      | Dödlig drift                                          | Göran                               |                         |
| 2000      | Dykaren                                               | Arne Nordbeck                       |                         |
| 2000      | Labyrinten                                            | Love                                | TV-serie                |
| 2000      | Brottsvåg                                             | Tommy Berg                          |                         |
| 2000      | Herr von Hancken                                      | Lesage                              | Miniserie               |
| 2001      | Pusselbitar                                           | Hans                                | Miniserie               |
| 2003      | Gunnar Govin - en man, en röst, en resa               | Flera roller                        |                         |
| 2003      | Rånarna                                               | Greger Krona                        |                         |
| 2004      | Hotet                                                 | Haglund                             |                         |
| 2005      | Sly 3: Honor Among Thieves                            | Sly Cooper                          | Röstroll, TV-spel       |
| 2006      | Lilla Jönssonligan och stjärnkuppen                   | Rainer Schultz                      |                         |
| 2009      | Män som hatar kvinnor                                 | Hans-Erik Wennerström               |                         |
| 2009      | Morden                                                | Mårten                              | TV-serie                |
| 2009      | Wallander - Skytten                                   | Robert                              |                         |
| 2010      | Millennium                                            | Hans-Erik Wennerström               | Miniserie               |
| 2010      | För kärleken                                          | Håkan Pettersson                    |                         |
| 2011      | The Stig-Helmer Story                                 | Biffens far                         |                         |
| 2012      | Annika Bengtzon: Crime Reporter                       | Pressofficer Pettersson             | Video                   |
| 2012      | Torka aldrig tårar utan handskar                      | Harald                              | Miniserie               |
| 2014      | Tjockare än vatten                                    | Björn Lehman                        | TV-serie                |
| 2018      | Videomannen                                           | Ennio Midena                        |                         |
| 2018      | Tuntematon mestari                                    | Albert Johnson                      |                         |
| 2019      | Innan vi dör                                          | Jan                                 | TV-serie                |

## Teater

### Roller (ej komplett)
| År   | Roll        | Produktion                                                      | Regi                                      | Teater                    |
| ---- | ----------- | --------------------------------------------------------------- | ----------------------------------------- | ------------------------- |
| 1984 |             | Alkestis (Ἄλκηστις, Alkēstis) Euripides                         | Martin Berggren                           | Göteborgs stadsteater     |
| 1992 | Clov        | Slutspel (Fin de partie) Samuel Beckett                         | Bo Rehnberg                               | Lundagruppen              |
| 1998 | Fixarn      | Miss Saigon Claude-Michel Schönberg och Alain Boublil           | Trond Lie                                 | Göta Lejon                |
| 2006 |             | Rosens namn (Il nome della rosa) Umberto Eco                    | Jasenko Selimović                         | Göteborgs Stadsteater     |
| 2006 | Medverkande | I huvudet på Bergqvist och Sauk Stefan Sauk och Kjell Bergqvist | Stefan Sauk Kjell Bergqvist Rolf Börjlind | Vasateatern               |
| 2016 | Don         | Kinky Boots Cyndi Lauper och Harvey Fierstein                   | Ronny Danielsson                          | Malmö Opera               |
| 2019 |             | Melancholia Lars von Trier                                      | Jesper Mases Berglund                     | Smålands Musik och Teater |

## Ljudboksuppläsningar (urval)
- 1991 - Mördare utan ansikte av Henning Mankell
- 2004 - Winterland av Åke Edwardson
- 2004 - Sagostunden av HC Andersen
- 2005 - Familjegraven av Katarina Mazetti
- 2006 - Och solen har sin gång av Ernest Hemingway
- 2007 - Comédia Infantil av Henning Mankell
- 2009 - En nästan vanlig man av Dan Buthler & Dag Öhrlund
- 2009 - Förlåt min vrede av Dan Buthler & Dag Öhrlund
- 2010 - Grannen av Dan Buthler & Dag Öhrlund
- 2011 - Kvinnan i rummet av Jussi Adler-Olsen
- 2011 - Fasanjägarna av Jussi Adler-Olsen
- 2011 - Jordens väktare av Dan Buthler & Dag Öhrlund
- 2011 - Flaskpost från P av Jussi Adler-Olsen
- 2012 - Journal 64 av Jussi Adler-Olsen
- 2012 - Återvändaren av Dan Buthler & Dag Öhrlund
- 2013 - Marcoeffekten av Jussi Adler-Olsen
- 2013 - Uppgörelsen av Dan Buthler & Dag Öhrlund
- 2014 - Erövraren av Dan Buthler & Dag Öhrlund
- 2014 - Tjockare än vatten av Carin Gerhardsen, vinnare av Stora Ljudbokspriset som bästa kriminalroman 2014
- 2015 - Falleri fallera falleralla  av Carin Gerhardsen
- 2015 - Det som inte dödar oss av David Lagercrantz
- 2018 - Det som göms i snö  av Carin Gerhardsen
- 2020 - Kattstryparen rum 419 av Stefan Di-Omnia

## Datorspel
- 1998 - Rue Noir [11]